# Falan
Falan è un comune della Colombia facente parte del dipartimento di Tolima.

## Storia
Originariamente abitato da popolazioni native, verso la metà del XVI secolo arrivarono i conquistadores spagnoli. L'area venne colonizzata entro la metà del XVIII secolo al fine di estrarre argento e oro dalle vicine miniere. La comunità creatasi prese il nome di Rosario de Lajas. Una vicina miniera, chiamata Santa Ana, ben presto prestò il nome all'area del comune. Nel 1930, il comune cambiò nuovamente nome, divenendo Falan, in onore del poeta Diego Fallon, che era nato nella regione.